# Brioux-sur-Boutonne
Brioux-sur-Boutonne é uma comuna francesa na região administrativa da Nova Aquitânia, no departamento de Deux-Sèvres. Estende-se por uma área de 15,49 km². Em 2010 a comuna tinha 1 510 habitantes (densidade: 97,5 hab./km²).